# The Ages (poemat)
The Ages – poemat amerykańskiego poety Williama Cullena Bryanta z 1821. Utwór jest napisany strofą spenserowską, czyli zwrotką dziewięciowersową rymowaną ababbcbcc, noszącą nazwę na cześć jej wynalazcy, Edmunda Spensera. Składa się z trzydziestu pięciu strof. Poemat opowiada o ewolucji rasy ludzkiej w kierunku doskonalenia się.
When, to the common rest that crowns our days,

Call'd in the noon of life, the good man goes,

Or full of years, and ripe in wisdom, lays

His silver temples in their last repose;

When, o'er the buds of youth, the death-wind blows,

And blights the fairest; when our bitterest tears

Stream, as the eyes of those that love us close,

We think on what they were, with many fears

Lest Goodness die with them, and leave the coming years.
Na poemacie Bryanta wzorował się John Turvill Adams, pisząc utwór Our Country.